# Tre Valli Varesine 1998
La Tre Valli Varesine 1998, settantottesima edizione della corsa, si svolse il 19 agosto 1998 su un percorso di 192,2 km. La vittoria fu appannaggio dell'italiano Davide Rebellin, che completò il percorso in 4h30'54", precedendo il connazionale Giuseppe Di Grande e l'italo-britannico Maximilian Sciandri.
Sul traguardo di Varese 95 ciclisti, sui 163 partiti da Borgomanero, portarono a termine la competizione.

## Ordine d'arrivo (Top 10)
| Pos. | Corridore           | Squadra            | Tempo    |
| ---- | ------------------- | ------------------ | -------- |
| 1    | Davide Rebellin     | Team Polti         | 4h30'54" |
| 2    | Giuseppe Di Grande  | Mapei-Bricobi      | a 2"     |
| 3    | Maximilian Sciandri | Française des Jeux | a 4"     |
| 4    | Stefano Cattai      | Team Polti         | a 28"    |
| 5    | Gabriele Missaglia  | Mapei-Bricobi      | a 29"    |
| 6    | Mirko Celestino     | Team Polti         | a 1'21"  |
| 7    | Daniele Nardello    | Mapei-Bricobi      | a 1'32"  |
| 8    | Pascal Chanteur     | Casino-Ag2r        | a 1'34"  |
| 9    | Davide Casarotto    | Scrigno-Gaerne     | a 2'05"  |
| 10   | Udo Bölts           | Deutsche Telekom   | a 2'22"  |